# Invel
Der Invel, auch Impfel, war ein kleines deutsches Volumenmaß. Es war als Fruchtmaß für glatte Früchte gedacht, also ein Getreidemaß. Für  sogenannte  rauhe Früchte war das Malter 4 ½ Viernsel groß und beeinflusste damit auch den Invel. Geltungsbereich war Heidelberg, Mannheim, Heilbronn, also viele Gebiete von Baden und Württemberg.
Die Maßkette war
- 1 Malter = 4 Viernsel = 8 Simmer = 16 Vierling = 32 Invel = 128 Mäßchen[2]
- 1 Malter glatte Früchte = 111,416 Liter, ergab rund 3,48 Liter für 1 Invel[3]
- 1 Malter rauhe Früchte = 125,343 Liter, ergab rund 3,92 Liter für 1 Invel